# Xestia dyris
Xestia dyris là một loài bướm đêm trong họ Noctuidae.